# Ведмезька волость
Ведмезька волость — адміністративно-територіальна одиниця Луцького повіту Волинської губернії Російської імперії. Волосний центр — село Ведмеже.

## В Російській імперії
Станом на 1885 рік складалася з 17 поселень, 17 сільських громад. Населення — 6913 осіб (3886 чоловічої статі та 3027 — жіночої), 751 дворових господарства.
Основні поселення волості:
- Ведмеже — колишнє власницьке село за 7 верст від повітового міста, 498 осіб, 59 дворів, православна церква, школа, вітряк, винокурний завод.
- Вовчицьк — колишнє державне село, 338 осіб, 42 двори, православна церква.
- Кам'януха — колишнє власницьке село, 291 особа, 29 дворів, православна церква, кузня, вітрк, солодовий та винокурний заводи.
- Костюхнівка — колишнє власницьке село, 546 осіб, 50 дворів, православна церква, постоялий двір, 2 водяних млини, сукновальня.
- Лісів — колишнє власницьке село, 473 особи, 55 дворів, православна церква, постоялий двір, водяний млин.
- Старі Підцеревичі — колишнє державне село при річці Стир, 142 особи, 21 двір, православна церква, водяний млин.
- Цміни — колишнє власницьке село, 562 особи, 49 дворів, православна церква, постоялий будинок.
- Чарторийськ — колишнє державне містечко при річці Стир, 1647 осіб, 197 дворів, 2 православних церкви, єврейський молитовний будинок, школа, ярмарок, водяний млин.

## Під владою Польщі
18 березня 1921 року Західна Волинь відійшла до складу Польщі. Волості було перетворено на ґміни. Волость входила до Луцького повіту Волинського воєводства. Межі та склад колишньої волості зберігся, що й за Російської імперії та Української держави, однак 31 липня 1931 р. центр було переведено у Новий Чорторийськ, відповідно, адміністративна одиниця отримала назву ґміна Нови Чарториск.
На 1936 рік ґміна складалася з 19 громад:
1. Будки — село: Будки та гаївка Нивки;
2. Хряськ — село: Хряськ та військове селище: Хряськ;
3. Цміни — село: Цміни та фільварок: Цмини;
4. Чорторийськ — містечко: Чорторийськ;
5. Гута Лісівська — село: Гута-Лісівська, урочище: Бельгів та маєток: Гута Лісівська;
6. Кам'януха — село: Кам'януха та маєток: Кам'януха;
7. Колодії — село: Колодії;
8. Костюхнівка — село: Костюхнівка та фільварок: Костюхнівка;
9. Козленичі — село: Козленичі та військове селище: Козленичі;
10. Лісове — село: Лісів, селище: Лісове, маєток: Лисів, залізнична станція: Польська Гора та колонія: Майдан;
11. Медвеже — село: Медвеже та маєток: Велике Ведмеже;
12. Медвеже Мале — село: Медвеже Мале, маєток: Медвежка Мала та військове селище: Медвежка Мала;
13. Новий Чорторийськ — селище: Новий Чорторийськ та урочище: Броничівка;
14. Новосілки — село: Новосілки, лісничівка: Буряни, гаївка: Валюша та урочища: Ковлі й Нивки;
15. Нові Підчеревичі — село: Нові Підчеревичі;
16. Підгаття — село: Підгаття та гаївки: Крушники й Острів;
17. Рудка Кукільська — село: Рудка Кукільська та маєток: Рудка;
18. Старі Підцеревичі — село: Старі Підцеревичі;
19. Вовчицьк — село: Вовчицьк.

Після радянської анексії західноукраїнських земель ґміна ліквідована у зв'язку з утворенням районів.